# 周麟 (外交官)
周麟，中華民國外交官。
2011年12月9日，被任命為中華民國駐巴拿馬大使，2015年10月9日離任。2018年4月25日，被任命為中華民國駐巴拉圭大使，2020年5月離任。

## 荣誉

### 外国勋章奖章
- 国家功绩大十字勋章（巴拉圭，2020年4月28日批准[3]）